# Olof Grafström

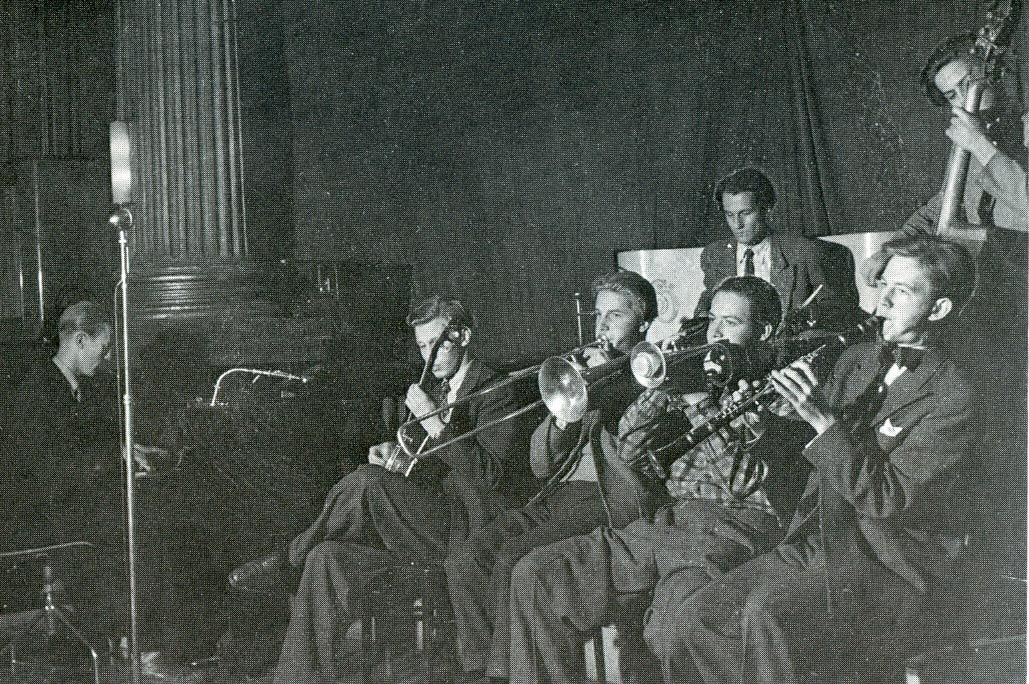
"Grav-Olles" orkester på Nalen 1947. Från vänster: Sune "Sumpen" Borg (piano), Olle Persson (banjo), Sven Lindahl (trombon), Bengt "Buddy" Söderqvist (trummor), Olof "Grav-Olle" Grafström (kornett), Stig Ericsson (klarinett) och Leif "Kleppe" Nyberg (bas).

Claes Olof Emanuel "Grav-Olle" Grafström, född den 14 februari 1927 i Ulricehamn, död där den 15 maj 2009, var en svensk jazzmusiker (kornettist, pianist), målare och tecknare.
Grafström kom från en musikalisk familj och provade tidigt på ett flertal instrument. Sitt första framträdande inför publik gjorde han som 6-årig pianist på en hantverksmässa. Under tonåren spelade han främst klarinett, bland annat i skolbandet "The Three Swingers", men efter att ha fått upp ögonen för tidiga jazzstorheter som King Oliver, Louis Armstrong och Kid Ory övergick han till kornett som huvudinstrument.
På 1940-talet flyttade Grafström från födelsestaden till Stockholm, ursprungligen för att bedriva konststudier. Han kom dock snart mer att ägna sig åt musik och bildade "Olle Grafström and his New Orleans Band", vilket under åren 1945–1947, jämte "Nisse Näs' Gin Bottle Five", var ett av de två ledande banden inom den vid tiden florerande skolbandsvågen. Såväl Grafström som Nisse Näs hörde också till Sveriges såväl tidigaste som främsta banérförare för den renlärigt tillbakablickande stil som kallas "revival". Efter att under ett par år främst ha "härskat oinskränkt" inom skoldansernas värld anmälde Grafström 1947 sitt band till Orkesterjournalens och Nalens orkestertävling och kom i finalen tvåa (Grafström fick även ett solistpris), vilket ledde till fast engagemang på det senare etablissemanget. Utöver med den egna orkestern spelade Grafström också mycket med Bunta Horns band på Storyville Club i Stocksund. Bland musiker som ingick i Grafströms eget band under dessa år märks Sture "Stubben" Kallin och Jan Bark. Vid ett Sverigebesök satt även den amerikanske kornettisten Rex Stewart in med bandet.
"Grav-Olle" (som Grafström kallades) gjorde sig känd inte bara som musiker utan också som personlighet. Trumslagaren Albrekt von Konow som spelade med Grafström i slutet av 1940-talet berättar att Grafström "var redan legendarisk, både för sitt intensiva kornettspel i Armstrongs och King Olivers efterföljd och för sin bohemiska livsföring i ruffiga källare och skyddsrum från krigsåren", och i en nekrolog i Ulricehamns Tidning berättas att Grafström under krigsåren "levde utan ransoneringskort, saknades i folkbokföringen och levde på skoldansernas arvode 25 kronor per kväll".
Sommaren 1949 försvann Grafström för en tid till Paris för att ägna sig åt såväl konsten som musiken. Här fick han tillfälle att såväl möta sin idol Louis Armstrong som sitta in i Claude Luters orkester med jazzlegenden Sidney Bechet. Han bildade också en orkester tillsammans med jämnåriga musiker ur Paris studentkretsar. I Paris träffade Grafström också Suzanne, en afrikansk kvinna med vilken han gifte sig och återvände till Sverige. Sina senare år tillbringade Grafström i stor utsträckning på "Mariska", en 22-meters båt med vilken han förde ett kringflackande liv längs Europas kuster, ägnande sig ömsom åt måleri och tecknande, ömsom åt musiken (även om han dock tidigt upphörde med att framträda offentligt). Efter att ha sålt "Mariska" återvände han 1987 till sin födelsestad där han förblev till sin död på ett lokalt ålderdomshem.

## Diskografi
| Inspelningsdatum & -plats | Orkesternamn                                             | Titel                 | Utgåva                                                                                               | Kommentarer                                                                                                |
| ------------------------- | -------------------------------------------------------- | --------------------- | --- | --- |
| 1949-05-05 i Stocksund    | Grav-Olle's Storyville Four / Grav-Olle & Britta Lindahl | Call of the freaks    | Privat inspelning; senare återutgiven på Bromma Jazz BJLP3, Flash Music FLCD5-6 och Caprice CAP22041 | Sättning: Britta Lindahl (vo), Olle Grafström (co), Bo Forssell (gt), Albrekt von Konow (dr)               |
| 1949-05-05 i Stocksund    | Grav-Olle's Storyville Four / Grav-Olle & Britta Lindahl | Kansas City man blues | Privat inspelning; senare återutgiven på Bromma Jazz BJLP3, Flash Music FLCD5-6 och Caprice CAP22041 | Sättning: Britta Lindahl (vo), Olle Grafström (pn), Bo Forssell (gt), Albrekt von Konow (dr)               |
| 1949-05-05 i Stocksund    | Bunta Horn's Storyville Jazz Band                        | My sweet lovin' man   | Privat inspelning; senare återutgiven på Bromma Jazz BJLP3                                           | |
| 1949-05-07                | Bunta Horn's Storyville Jazz Band                        | London café blues     | Privat inspelning; senare återutgiven på Bromma Jazz BJLP3                                           | |
| 1949-05-07                | Bunta Horn's Storyville Jazz Band                        | Jackass blues         | Privat inspelning; senare återutgiven på Bromma Jazz BJLP3                                           | |
| 1949-05-24 i Solna        | Grav-Olles Hot Five                                      | Revolutionary blues   | Gazell 1004                                                                                          | Sättning: Olle Grafström (co), Jan Källström (ss), Sune Borg (pn), Leif Nyberg (sb), Buddy Söderqvist (dr) |
| 1949-05-24 i Solna        | Bunta's Jazz Band                                        | Bogalousa strut       | Gazell 1001, Senare återutgiven på bland annat Caprice CAP22041                                      | |
| 1949-05-24 i Solna        | Bunta's Jazz Band                                        | Jackass blues         | Gazell 1001                                                                                          | |

Anmärkning: enligt Lars Olson i Jazzbladet skall ytterligare, hittills outgivna privatinspelningar med Grafström finnas på bland annat Svenskt visarkivs jazzavdelning.